# Will Sheehey
William Sheehey, detto Will (Stuart, 16 gennaio 1992), è un ex cestista statunitense, professionista nella NBDL ed in Europa.

## Palmarès
- Campione NBA D-League (2017)
- Coppa di Portogallo: 1

Porto: 2019